# Пебэк

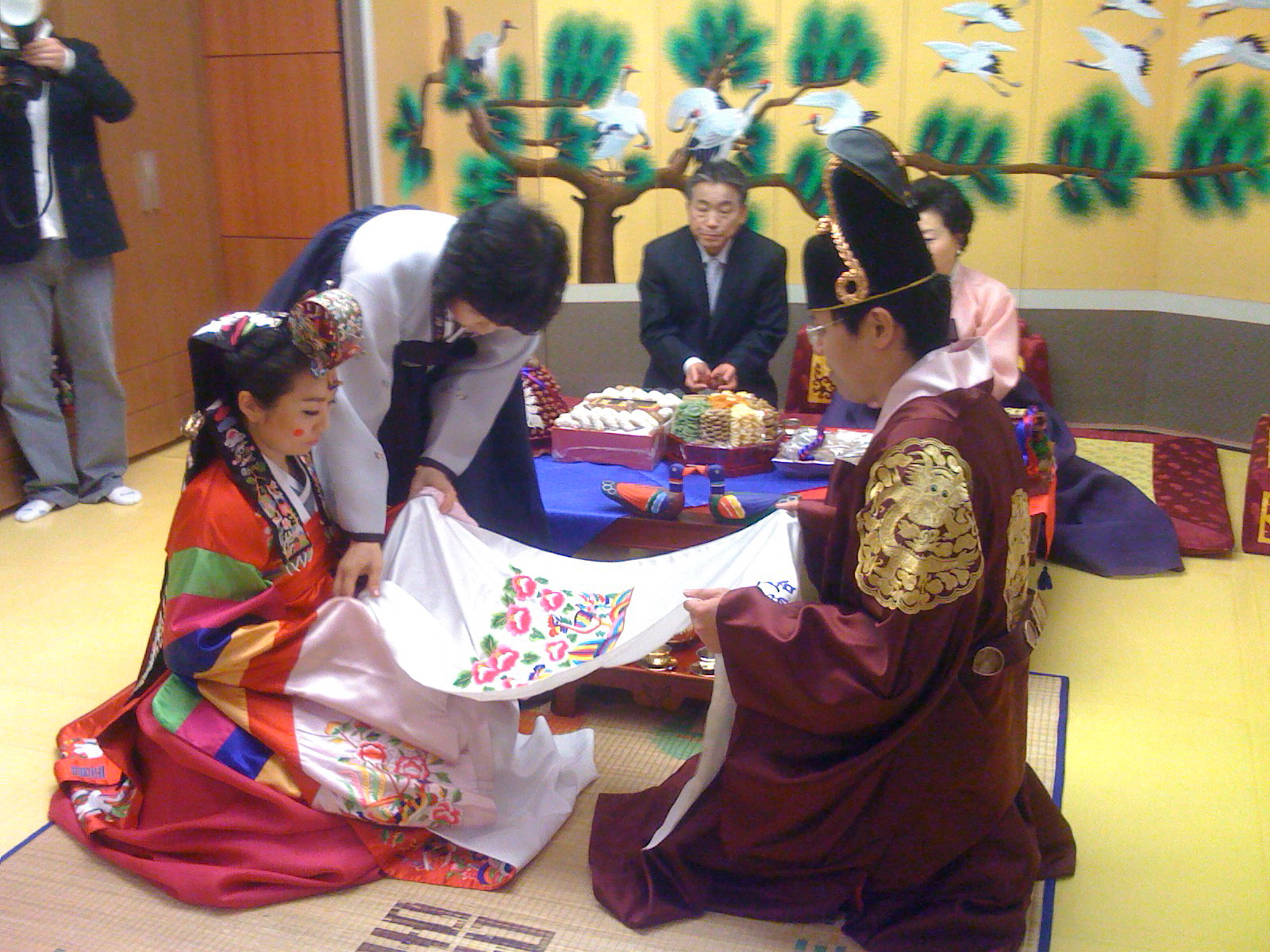
Женщина-ведущая помогает молодоженам поймать мармелад и каштаны

Пебэ́к или пебек (хангыль: 폐백 ; ханча: 幣|帛) — это корейский свадебный обычай, который традиционно проводится через несколько дней после официальной церемонии в присутствии только членов семьи. Молодожёны отправляются в дом родителей жениха и показывают своё уважение. Обычай предусматривает поклоны и подарки.

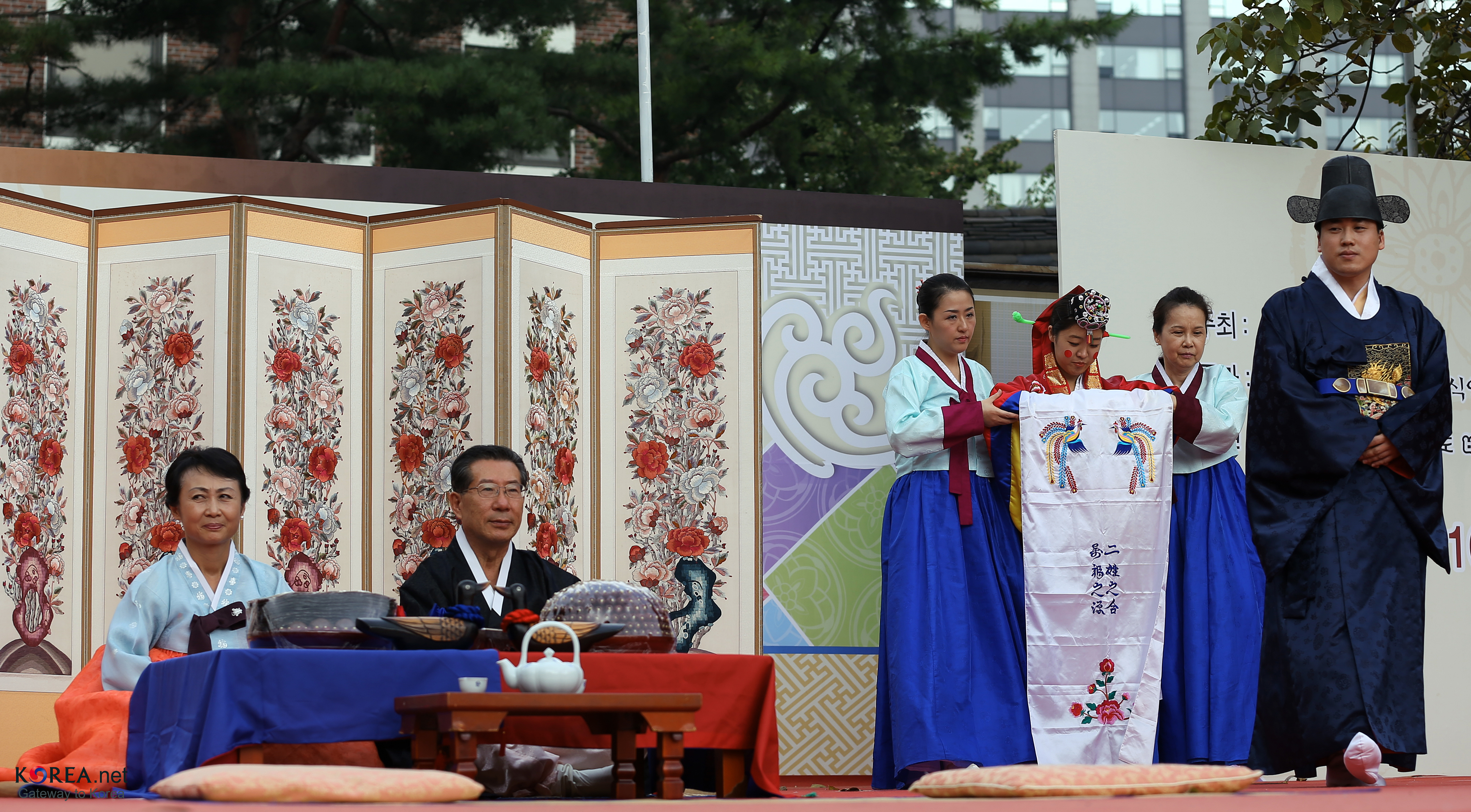
Реконструкция традиционной корейской свадьбы во время фестиваля корейской королевской еды во дворце Унхёнгун, 2013 г.

## Проведение обряда
Раньше пебэк проводился после того, как невеста покидала родительский дом и после свадебной церемонии отправлялась в дом своих родителей.
Теперь обычно проводится через три дня после свадьбы (этот период называется угви (우귀;于歸)).
Во время обряда если свекровь жива, молодожёны могут поклониться свекрови, или свекровь может поклониться свекрови[кому?] первой, потому что они женаты. Поклонившись невестке, свекровь бросает ей в юбку мармелад[уточнить] и просит её стать богатой и красивой. В это время невеста преподносит подарки (часто одежду или носки) своим родителям мужа и жены.

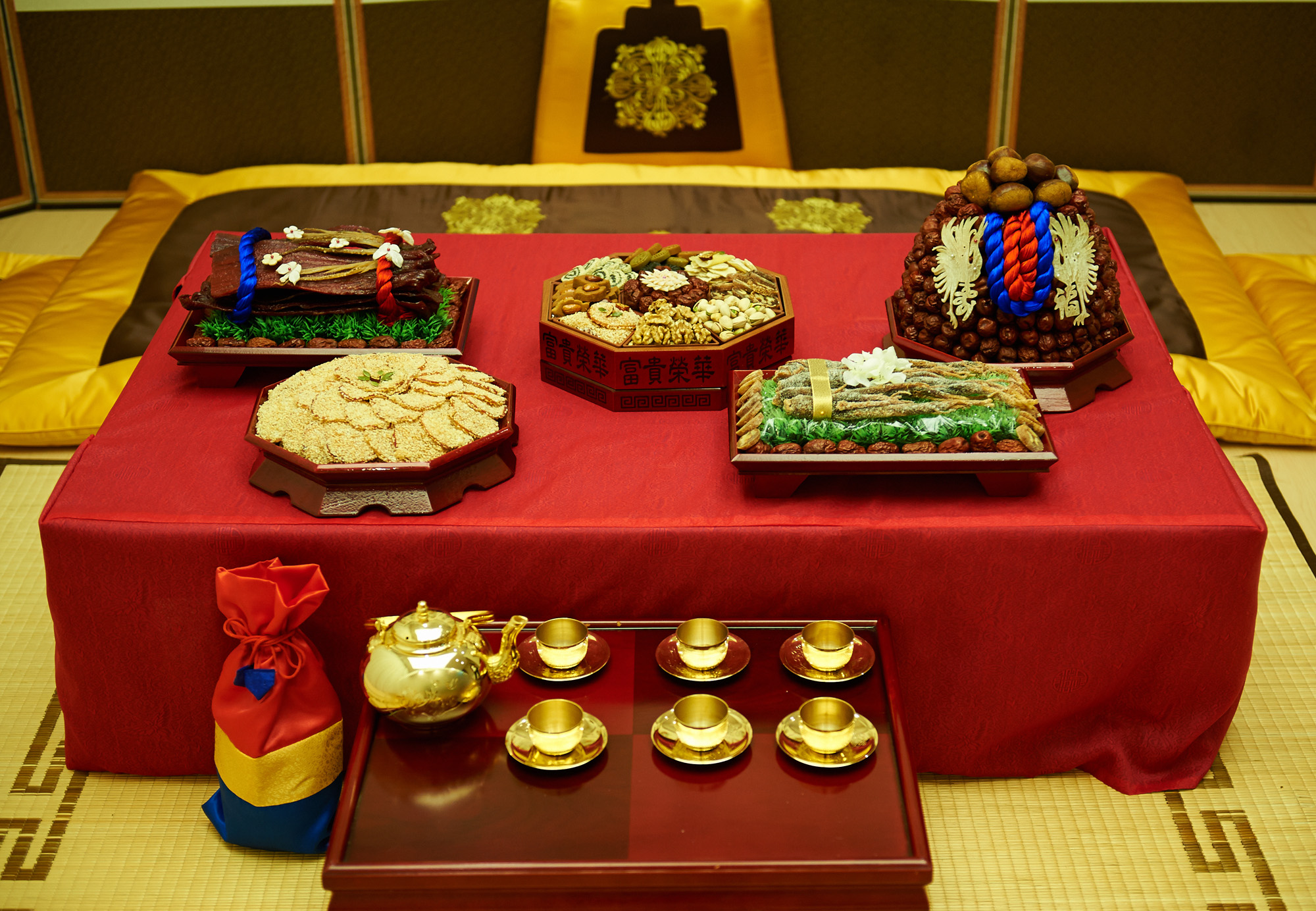
Стол Пебэк

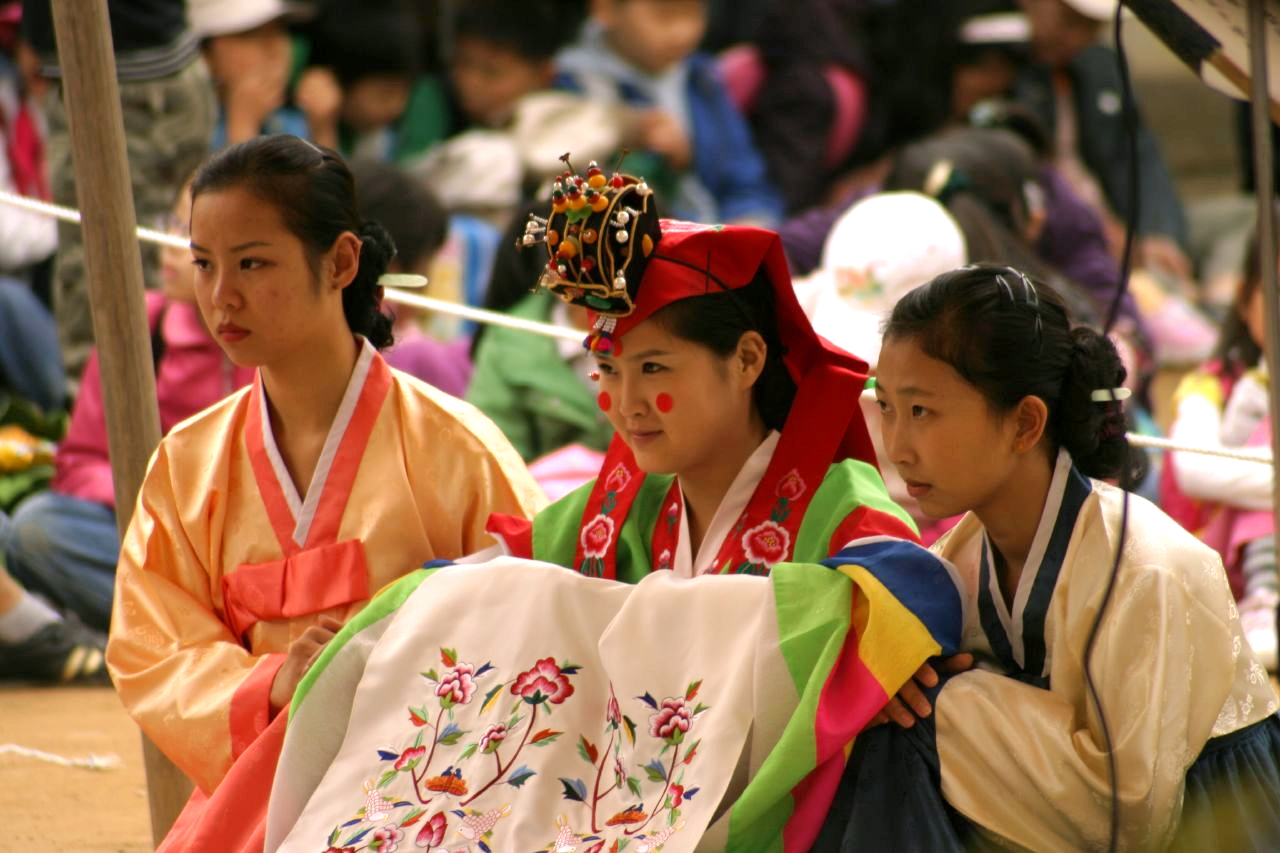
Невеста делает поклон почтения с помощью помощниц

Церемония начинается с того, что пожилая пара сидит на подушках за низким столом перед разрисованной ширмой, а молодожёны напротив них на полу. Молодожёны совершают поклон гостям[кому?], друг другу и глубокий поклон родителям, который начинается стоя и заканчивается тем, что молодожены прижимают лбы к рукам, стоя на коленях на полу. Невеста ставит на стол заранее приготовленные родителями мармелад (китайские финики) и каштаны (символизируют детей), спиртное, гарниры, фрукты и т. п., низко кланяется свекрови и родителям, близким свекрови в порядке близости родственников и угощает алкоголем. В другом варианте молодожены предлагают бокалы с вином, обычно чхонджу. Невеста предлагает чашу отцу, а жених предлагает чашу матери. Иногда родители также предлагают молодожёнам чашки чхонджу или соджу. Затем пожилая пара делится некоторыми знаниями о браке, основанными на их богатом опыте. Наконец, они бросают мармелад[уточнить] и каштаны обратно в невесту, которая должна попытаться поймать их своей свадебной юбкой.
Изначально типичная свадебная церемония в прошлом была сложной и многообразной. В наши дни свадьба обычно проводится в общественном месте, таком как свадебный зал или церковь, поэтому в большинстве случаев церемонию пебэк проводят в день свадьбы, очень часто в традиционных домах ханок или королевских дворцах, покои которых можно снять на некоторое время вместе с традиционными танцорами, музыкантами, помощниками и женщинами-ведущими, которые ведут церемонию и следят за выполнением всех обрядов.
Американцы корейского происхождения в США этот ритуал проводят за несколько дней до свадебной церемонии. Невеста также может получить денежные подарки в белых конвертах. Существуют коммерческие услуги, чтобы помочь тем, кто не знаком с традиционной церемонией.

## Обратнаяаккультурация
Ёнхи Ким и Сунён Пак, профессора Общественного университета Боулинг-Грин (Огайо), рассматривают возрождение этой традиционной свадебной практики как пример обратной аккультурации и культурной интеграции, когда люди адаптируются к новой культуре, сохраняя при этом связь с родной культурой. Добавив церемонию пебэк к своим свадебным торжествам, американцы корейского происхождения, независимо от того, вступают ли они в брак с другим лицом корейского происхождения или нет, начали внедрять культуру своего наследия в основную культуру Соединенных Штатов.